# مورغان إيفانز
مورغان إيفانز (بالإنجليزية: Morgan Evans)‏ هو لاعب دوري الرغبي بريطاني، ولد في 23 مارس 1992 في Caerphilly ‏ في المملكة المتحدة.